# Streams of Thought, Vol. 3: Cane & Able
Streams of Thought, Vol. 3: Cane & Able è il primo album in studio da solista del rapper statunitense Black Thought, pubblicato nel 2020.

## Tracce
1. I'm Not Crazy (First Contact) – 1:47
2. State Prisoner – 2:58
3. Good Morning (featuring Pusha T, Swizz Beatz & Killer Mike) – 3:20
4. Magnificent – 2:41
5. Experience – 0:28
6. Quiet Trip (featuring Portugal. The Man & The Last Artful, Dodgr) – 3:36
7. Nature of the Beast (featuring Portugal. The Man & The Last Artful, Dodgr) – 3:01
8. We Could Be Good (United) (featuring C.S. Armstrong & OSHUN) – 3:27
9. Steak Um (featuring Schoolboy Q) – 3:28
10. Thought vs Everybody – 3:07
11. Ghetto Boys and Girls – 1:29
12. Fuel (featuring Portugal. The Man & The Last Artful, Dodgr) – 4:14
13. I'm Not Crazy – 1:16